# Koolhoven FK.58
Die Koolhoven FK.58 ist ein einmotoriger, einsitziger Abfangjäger aus dem Jahre 1938. Es wurden insgesamt nur 20 Exemplare (inklusive zwei Prototypen) gebaut, die aber nie in ernsthafte Kampfhandlungen verwickelt wurden.

## Geschichte
Das Flugzeug wurde von der damaligen französischen Regierung unter der Annahme, die heimische Industrie könne den Bedarf der Armée de l’air nicht decken, beim niederländischen Flugzeughersteller Frederick Koolhoven in Auftrag gegeben. Die Anforderungen waren auf ein leichtes, billiges Jagdflugzeug mit vergleichsweise hoher Leistung ausgelegt, das vorwiegend in den Kolonien zum Einsatz kommen sollte.
Der erste Prototyp wurde in nur acht Wochen fertiggestellt. Er trug das zivile niederländische Kennzeichen PH-ATO und wurde von einem französischen Doppelsternmotor des Typs Hispano-Suiza 14Aa (1.080 PS) angetrieben. Der Erstflug erfolgte am 17. Juli 1938. Daraufhin bestellte Frankreich 50 Exemplare, die allerdings überwiegend mit französischen Motoren vom Typ Gnôme-Rhône 14N39 (1.030 PS) und französischen Instrumenten ausgerüstet werden sollten. Der modifizierte Typ erhielt die Bezeichnung FK.58A. Der Einbau des etwas schwächeren Motors von Gnome-Rhône hatte zur Folge, dass die Leermasse um mehr als 100 kg stieg, während die Höchstgeschwindigkeit um etwa 25 km/h sank (siehe Technische Daten). Die Produktion sollte in den Werken von Fokker erfolgen. Da die französischen Baugruppen nur sehr schleppend in den Fokker-Werken eintrafen, verlief die Produktion entsprechend langsam. Das Projekt ist ein weiteres Beispiel für den Mangel an Logistik, der unmittelbar vor dem Zweiten Weltkrieg die französischen Aufrüstungspläne behinderte. Schließlich wurden von Fokker 17 Exemplare ausgeliefert, wobei man in sieben Maschinen doch die ursprünglich geplanten Hispano-Suiza-Motoren einbaute. Daraufhin wurde die Produktion nach Nevers verlagert, wo aber nur noch eine weitere FK.58A fertiggestellt wurde. Die Franzosen bauten nachträglich noch heimische Instrumente ein und gaben die niederländischen wieder zurück.
Nach einem Unfall des ersten wurde ein zweiter Prototyp mit verstärkten Leitwerksverstrebungen und nach unten verlegtem Auspuff gebaut, der am 22. September des Jahres seinen Erstflug hatte (Kennzeichen PH-AVA). Im Januar 1939 bestellten auch die Niederlande 40 Exemplare für die Koninklijke Luchtmacht. Diese Maschinen sollten mit einem britischen Bristol-Taurus-Triebwerk ausgestattet werden, wurden aber auf Grund der niederländischen Kapitulation 1940 niemals ausgeliefert.
Die Koolhoven F.K.58 war bei den französischen Piloten nicht besonders beliebt. Das Flugzeug erhielt den Ruf, das schlechteste Jagdflugzeug-Muster der ganzen Armée de l’air zu sein. Die Leistungen des Typs lagen zwar leicht über denen der Morane-Saulnier MS.406 und waren vergleichbar mit denen der Bloch MB.152, reichten aber nicht an die der Dewoitine D.520 heran. Zu Beginn des Krieges im Westen waren 13 der 18 französischen Maschinen einsatzbereit und bildeten eine Staffel, die aus polnischen Exilpiloten unter der Führung von Kapitän Walerian Jasionkowski. Die Staffel patrouillierte zunächst im Raum Avignon / Marseille, später im Raum von Clermont-Ferrand mit dem Auftrag, die Städte vor deutschen Angriffen zu schützen. Es gibt aber keine Berichte über Kampfhandlungen mit dem Gegner.

## Einsatzländer
- Frankreich
- Polen (polnische Armee im Exil)

## Technische Daten

Dreiseitenansicht Koolhoven FK.58

| Kenngröße             | FK.58                                                                     | FK.58A                                                                    |
| --------------------- | ------------------------------------------------------------------------- | ------------------------------------------------------------------------- |
| Besatzung             | 1                                                                         | 1                                                                         |
| Länge                 | 8,71 m                                                                    | 8,71 m                                                                    |
| Spannweite            | 11,02 m                                                                   | 11,02 m                                                                   |
| Höhe                  | 3,00 m                                                                    | 3,00 m                                                                    |
| Flügelfläche          |                                                                           | 17,23 m²                                                                  |
| Flügelstreckung       |                                                                           | 7,04                                                                      |
| Leermasse             | 1800 kg                                                                   | 1930 kg                                                                   |
| Startmasse            | 2550 kg                                                                   | 2750 kg                                                                   |
| Höchstgeschwindigkeit | 500 km/h in 4500 m Flughöhe                                               | 475 km/h                                                                  |
| Dienstgipfelhöhe      | 10.400 m                                                                  | 10.000 m                                                                  |
| Steigrate             |                                                                           | 694 m/min (1130 ft/min)                                                   |
| Reichweite            | 745 km                                                                    | 750 km                                                                    |
| Triebwerk             | ein 14-Zylinder-Doppelsternmotor Hispano-Suiza 14Aa mit 1.080 PS (794 kW) | ein 14-Zylinder-Doppelsternmotor Gnôme-Rhône 14N39 mit 1.030 PS (758 kW)  |
| Bewaffnung            | vier 7,5-mm-Maschinengewehre                                              | vier 7,9-mm-Maschinengewehre FN-Browning in Gondeln unter den Tragflächen |